# Çiğdemli, Babaeski
Çiğdemli là một xã thuộc huyện Babaeski, tỉnh Kırklareli, Thổ Nhĩ Kỳ. Dân số thời điểm năm 2011 là 454 người.